# 古奇蘭縣 (維吉尼亞州)
古奇蘭县（英語：Goochland County）是美國維吉尼亞州中部的一個縣，南界詹姆斯河。面積751平方公里。根據美國2000年人口普查，共有人口16,863人。縣治古奇蘭（Goochland）。
成立於1727年2月1日。縣名紀念殖民地時期總督威廉·古奇。